# Curtiss H-1
Pour les articles homonymes, voir H-1.

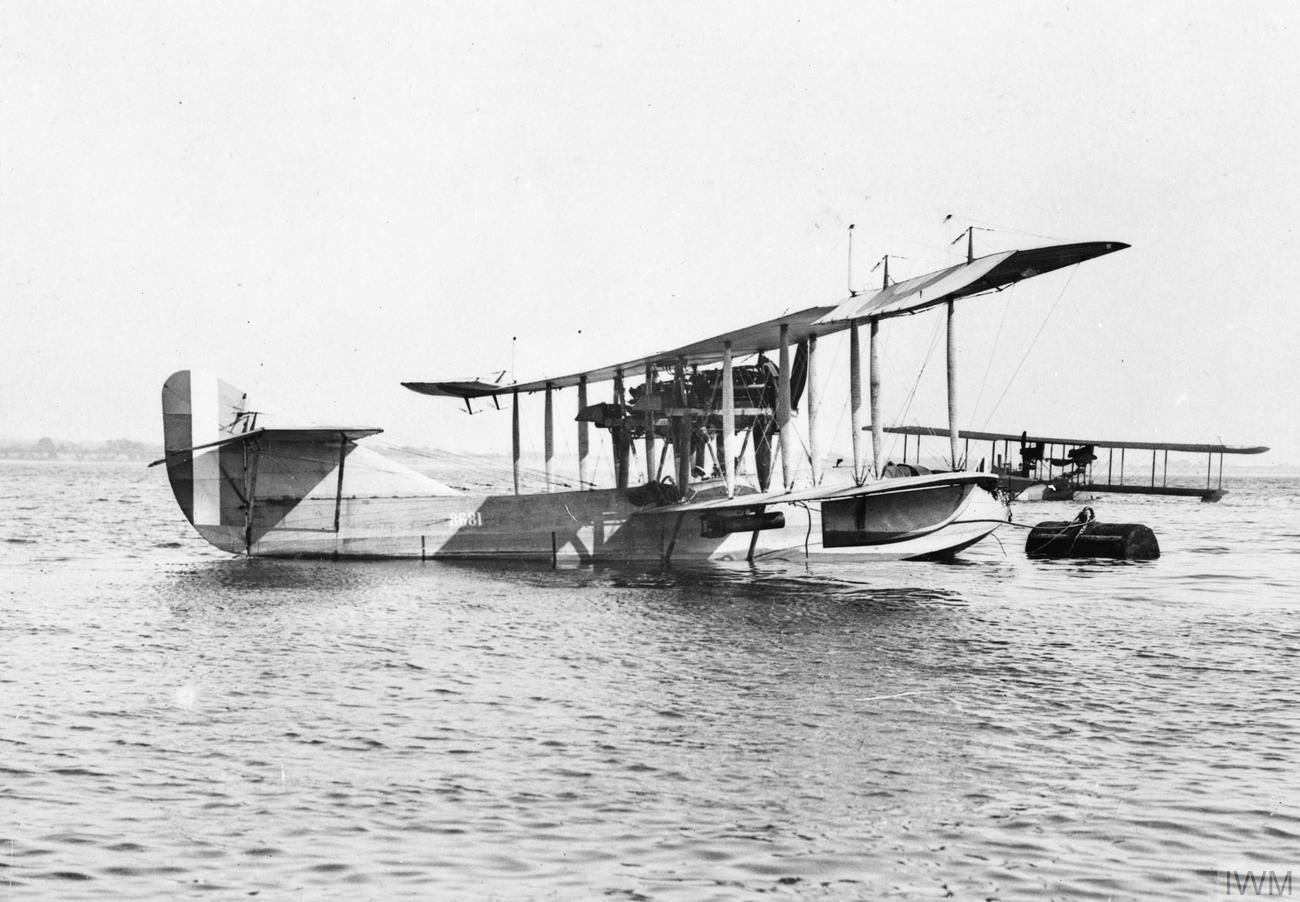
Un Curtiss H

Le Curtiss H-1 America est un hydravion bimoteur de raid américain construit en 1914 pour tenter de traverser l'Atlantique nord. Cet appareil est à l'origine d'une lignée d'hydravions militaires de reconnaissance côtières et de lutte anti-sous-marine développés aux États-Unis par Curtiss et en Grande-Bretagne par l'arsenal de Felixstowe (en).

## Le prix duLondon Daily Mail
En 1913 un éditeur londonien, Lord Northcliffe, passionné par l’aviation, offrit au nom du journal London Daily Mail une bourse de 50 000 U$ pour la première traversée de l’Atlantique en hydroaéroplane. La Ligue aéronautique féminine de Grande-Bretagne ayant ajouté 5 000 U$, le pionnier américain Glenn H. Curtiss, assisté de B. Douglas Thomas, entreprit la réalisation d’un hydravion à coque, biplan bimoteur à hélices propulsives de 22,5 m d’envergure et 11,6 m de long, afin de remporter le prix. Le projet était financé par Rodnan Wanamaker, riche propriétaire de magasins et supporter de l’aéronautique. En 1914 on devait commémorer la fin de la guerre opposant la Grande-Bretagne aux États-Unis, ce qui semblait une occasion appropriée pour cette tentative et on alla jusqu’à former un équipage anglo-américain : John C. Porte devait piloter l’appareil, assisté d’un copilote américain, George Hallett (en), entre Saint-Jean, Terre-Neuve et les Açores. Aux Açores devait embarquer un troisième pilote, John Lansing Callan. L’appareil destiné au raid fut baptisé America, un second hydravion étant mis en chantier pour le cas où le premier serait accidenté ou perdu durant les essais.

## Curtiss H-1 America
Piloté par Curtiss et John C. Porte, le Curtiss America effectua son premier vol le 23 juin 1914 au lac Keuka. Malgré sa taille, ce bimoteur semblait offrir des performances suffisantes pour la traversée envisagée, qui fut donc annoncée pour juillet. Mais les essais en charge se révélèrent rapidement décevants, la motorisation était bien modeste : 2 Curtiss OX de 90 ch. Le prototype dut subir successivement une série de modifications retardant la tentative. On fit même installer un troisième moteur sur le plan supérieur, mais le gain de puissance était compensé par un accroissement de la masse et la nécessité d’accroître la quantité de carburant emporté. On revint donc finalement à la configuration bimoteur, mais le déclenchement de la Première Guerre mondiale en août entraîna bien entendu l’annulation du projet. Il faudra attendre 1919 et la traversée réussie d’Alcock et Brown sur Vickers Vimy pour que le London Daily Mail remette son prix.

## Curtiss H-2
Le second prototype Curtiss America fut finalement vendu à l’Amirauté britannique et livré en Grande-Bretagne avec les premiers Curtiss H-4.

## Curtiss H-4 America
Sur recommandation de John C. Porte 11 hydravions similaires à l'America furent commandés par l’Amirauté britannique. Les premiers furent remontés dès novembre 1914 sur la base de Felixstowe (en), 4 exemplaires étant livrés chez S.E. Saunders Co, qui aurait dû produire une série de 50 exemplaires en 1915. Cet appareil se révéla décevant et fut rapidement abandonné, mais il servit au développement des hydravions Felixstowe (en), à commencer par le Felixstowe F.1. Cet appareil fut rebaptisé Small America après l’apparition du H-12 Large America.

## Felixstowe F.1
Le Curtiss H-4 s’étant révélé inapte à une utilisation militaire, John C. Porte dessina une nouvelle coque qui fut montée en 1915 sur une voilure et des empennages de H-4 avec deux moteurs Hispano-Suiza de 100 ch. Les essais donnant satisfaction, c’est sur cet appareil que fut reportée la commande de 50 H-4 passée auprès de S.E. Saunders. 4 Felixstowe F.1 seulement furent construits, le F.2 faisant rapidement son apparition.